# 宮原站
參數所指定的目標頁面不存在，建議更正成存在頁面或直接建立下列一個頁面（建立前請先搜尋是否有合適的存在頁面可以取代）：
- 宮原站 (熊本縣)

宮原站（日语：／ Miyahara eki */?）是東日本旅客鐵道（JR東日本）高崎線的鐵路車站，位於埼玉縣埼玉市北區宮原町三丁目。

## 車站結構
本站是一地面車站，站房採跨站式站房設計。站內設有綠色窗口、自動閘機、劃位車票自動售票機等設備。
月台為島式月台2面4線設計。

### 月台配置
| 月台 | 路線    | 方向 | 目的地                                                      |
| ---- | ------- | ---- | ----------------------------------------------------------- |
| 1、2 | ■高崎線 | 上行 | 大宮、東京、新宿、橫濱方向 （包括■湘南新宿線、■上野東京線） |
| 3、4 | ■高崎線 | 下行 | 熊谷、高崎、前橋方向                                        |

（來源：JR東日本:車站構內圖 （页面存档备份，存于））

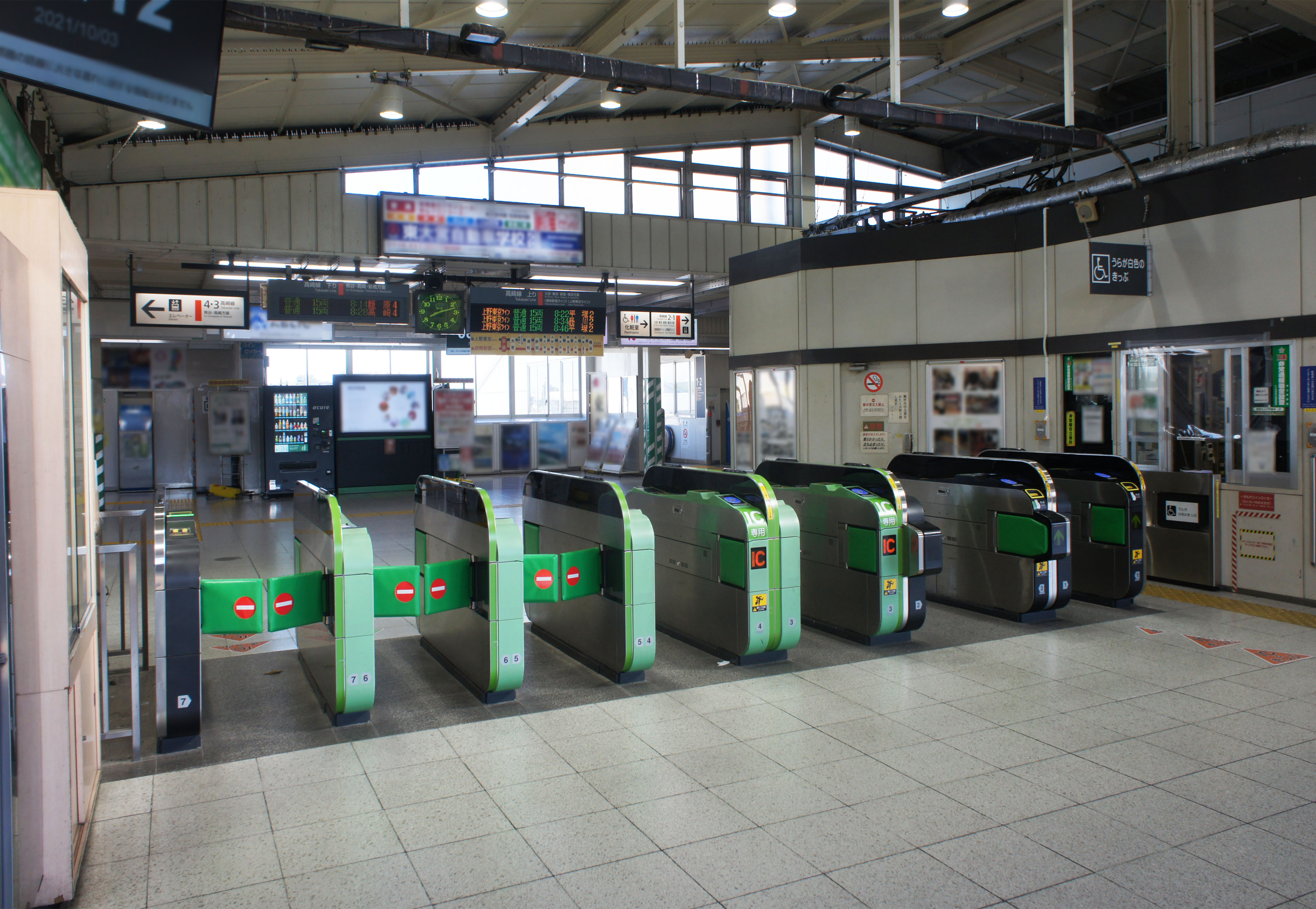
閘口（2021年10月）
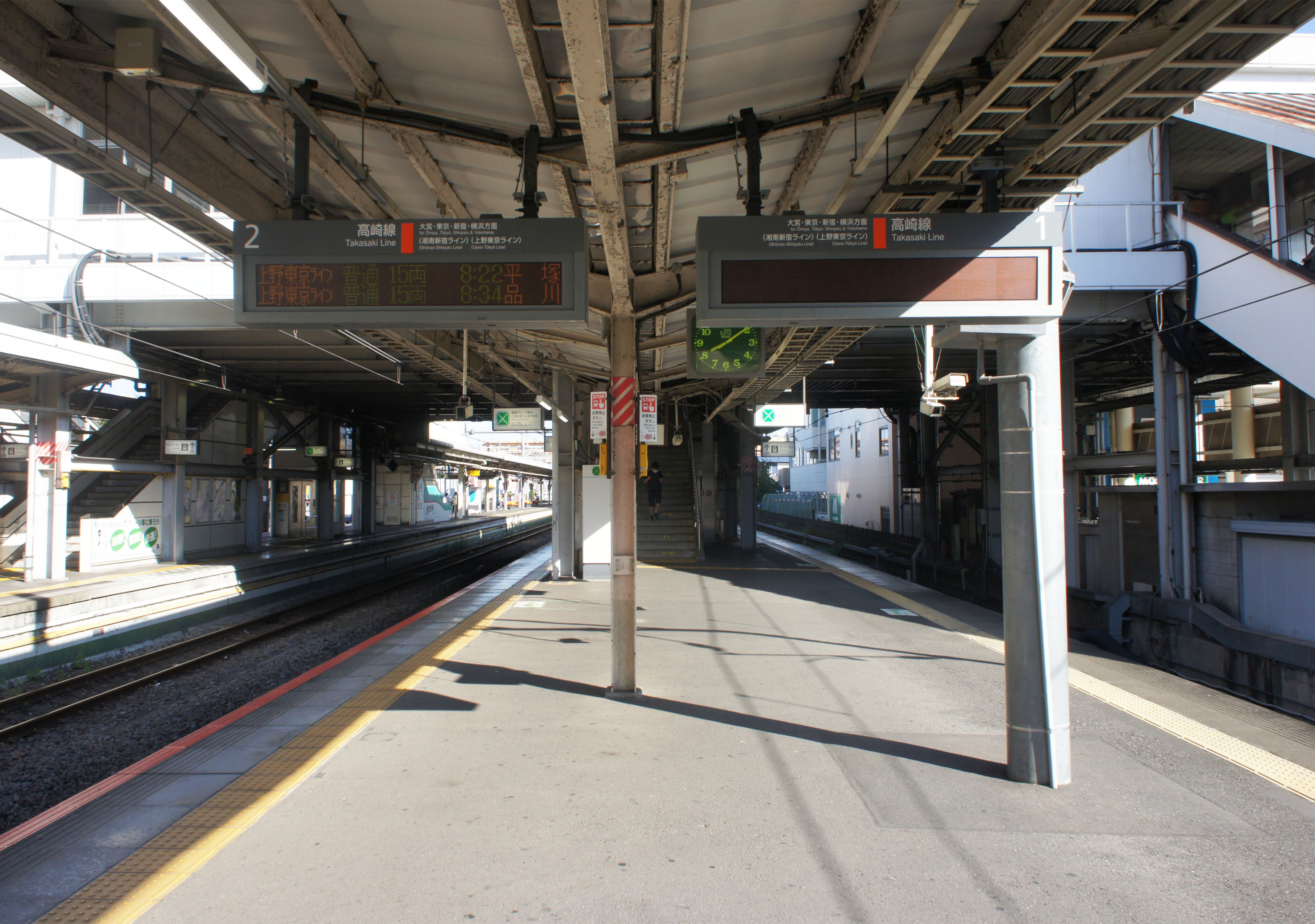
1、2號月台（2021年10月）
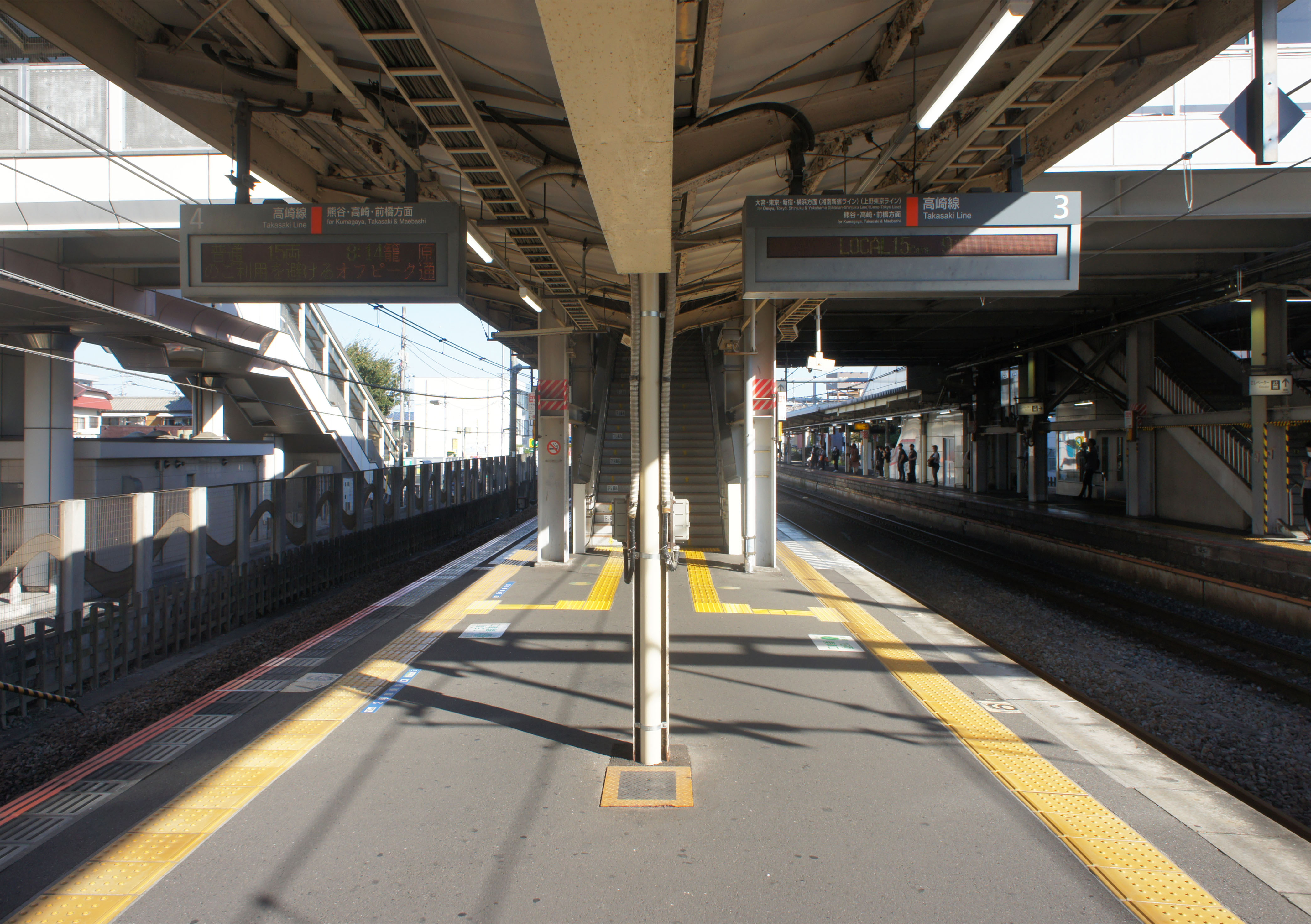
3、4號月台（2021年10月）

## 使用情況
2019年（令和元年）度1日平均上車人次為24,337人。
近年1日平均上車人次推移如下表。
| 年度               | 1日平均 上車人次 | 來源     |
| ------------------ | ---------------- | -------- |
| 1987年（昭和62年） | 14,114           |          |
| 1988年（昭和63年） | 15,094           |          |
| 1989年（平成元年） | 15,598           |          |
| 1990年（平成02年） | 16,322           |          |
| 1991年（平成03年） | 17,239           |          |
| 1992年（平成04年） | 17,421           |          |
| 1993年（平成05年） | 17,301           |          |
| 1994年（平成06年） | 17,179           |          |
| 1995年（平成07年） | 17,495           |          |
| 1996年（平成08年） | 17,904           |          |
| 1997年（平成09年） | 17,963           |          |
| 1998年（平成10年） | 17,992           |          |
| 1999年（平成11年） | 17,888           | [ * 1 ]  |
| 2000年（平成12年） | 18,180           | [ * 2 ]  |
| 2001年（平成13年） | 18,579           | [ * 3 ]  |
| 2002年（平成14年） | 19,180           | [ * 4 ]  |
| 2003年（平成15年） | 19,461           | [ * 5 ]  |
| 2004年（平成16年） | 19,905           | [ * 6 ]  |
| 2005年（平成17年） | 20,451           | [ * 7 ]  |
| 2006年（平成18年） | 21,104           | [ * 8 ]  |
| 2007年（平成19年） | 21,455           | [ * 9 ]  |
| 2008年（平成20年） | 23,176           | [ * 10 ] |
| 2009年（平成21年） | 23,064           | [ * 11 ] |
| 2010年（平成22年） | 23,217           | [ * 12 ] |
| 2011年（平成23年） | 23,061           | [ * 13 ] |
| 2012年（平成24年） | 23,282           | [ * 14 ] |
| 2013年（平成25年） | 23,671           | [ * 15 ] |
| 2014年（平成26年） | 22,985           | [ * 16 ] |
| 2015年（平成27年） | 23,324           | [ * 17 ] |
| 2016年（平成28年） | 23,424           | [ * 18 ] |
| 2017年（平成29年） | 23,778           | [ * 19 ] |
| 2018年（平成30年） | 24,279           | [ * 20 ] |
| 2019年（令和元年） | 24,337           |          |

## 歷史
- 1908年（明治41年）5月1日：開設加茂宮號誌所。
- 1922年（大正11年）4月1日：升格為號誌站。
- 1947年（昭和22年）1月22日：加茂宮號誌站被廢除。
- 1948年（昭和23年）7月15日：在原加茂宮號誌站興建的宮原站開業。
- 1966年（昭和41年）：將原有的木造站房改建為現時的跨站式站房。
- 1987年（昭和62年）4月1日：國鐵分割民營化，本站由JR東日本接手管理。
- 2001年（平成13年）11月18日：智能卡系統Suica正式投入服務。
- 2003年（平成15年）6月27日：車站完成符合無障礙環境規定的改裝。同日，車站大樓開業。

## 相鄰車站
東日本旅客鐵道
■高崎線
■通勤快速、■特別快速、■快速「Urban」
通過
■普通
大宮－宮原－上尾

### 使用情況
JR東日本2000年度以後上車人次
1. ↑  各駅の乗車人員（2000年度） （页面存档备份，存于） - JR東日本
2. ↑  各駅の乗車人員（2001年度） （页面存档备份，存于） - JR東日本
3. ↑  各駅の乗車人員（2002年度） （页面存档备份，存于） - JR東日本
4. ↑  各駅の乗車人員（2003年度） （页面存档备份，存于） - JR東日本
5. ↑  各駅の乗車人員（2004年度） （页面存档备份，存于） - JR東日本
6. ↑  各駅の乗車人員（2005年度） （页面存档备份，存于） - JR東日本
7. ↑  各駅の乗車人員（2006年度） （页面存档备份，存于） - JR東日本
8. ↑  各駅の乗車人員（2007年度） （页面存档备份，存于） - JR東日本
9. ↑  各駅の乗車人員（2008年度） （页面存档备份，存于） - JR東日本
10. ↑  各駅の乗車人員（2009年度） （页面存档备份，存于） - JR東日本
11. ↑  各駅の乗車人員（2010年度） （页面存档备份，存于） - JR東日本
12. ↑  各駅の乗車人員（2011年度） （页面存档备份，存于） - JR東日本
13. ↑  各駅の乗車人員（2012年度） （页面存档备份，存于） - JR東日本
14. ↑  各駅の乗車人員（2013年度） （页面存档备份，存于） - JR東日本
15. ↑  各駅の乗車人員（2014年度） （页面存档备份，存于） - JR東日本
16. ↑  各駅の乗車人員（2015年度） （页面存档备份，存于） - JR東日本
17. ↑  各駅の乗車人員（2016年度） （页面存档备份，存于） - JR東日本
18. ↑  各駅の乗車人員（2017年度） （页面存档备份，存于） - JR東日本
19. ↑  各駅の乗車人員（2018年度） （页面存档备份，存于） - JR東日本
20. ↑  各駅の乗車人員（2019年度） （页面存档备份，存于） - JR東日本

埼玉縣統計年鑑
1. ↑  .   [2020-05-16]. （原始内容存档于2020-02-02）.
2. ↑  .   [2020-05-16]. （原始内容存档于2020-02-02）.
3. ↑  .   [2020-05-16]. （原始内容存档于2020-02-02）.
4. ↑  .   [2020-05-16]. （原始内容存档于2020-02-02）.
5. ↑  .   [2020-05-16]. （原始内容存档于2020-02-02）.
6. ↑  .   [2020-05-16]. （原始内容存档于2020-02-02）.
7. ↑  .   [2020-05-16]. （原始内容存档于2020-02-02）.
8. ↑  .   [2020-05-16]. （原始内容存档于2020-02-02）.
9. ↑  .   [2020-05-16]. （原始内容存档于2020-02-02）.
10. ↑  .   [2020-05-16]. （原始内容存档于2020-02-02）.
11. ↑  .   [2020-05-16]. （原始内容存档于2020-02-02）.
12. ↑  .   [2020-05-16]. （原始内容存档于2020-02-02）.
13. ↑  .   [2020-05-16]. （原始内容存档于2020-02-02）.
14. ↑  .   [2020-05-16]. （原始内容存档于2020-02-02）.
15. ↑  .   [2020-05-16]. （原始内容存档于2020-02-02）.
16. ↑  .   [2020-05-16]. （原始内容存档于2020-02-02）.
17. ↑  .   [2020-05-16]. （原始内容存档于2020-02-02）.
18. ↑  .   [2020-05-16]. （原始内容存档于2020-02-02）.
19. ↑  .   [2020-05-16]. （原始内容存档于2020-02-02）.
20. ↑  .   [2020-05-16]. （原始内容存档于2020-03-18）.

## 外部連結
- 車站資訊（宮原）：東日本旅客鐵道

35°56′25″N 139°36′35″E / 35.9402°N 139.6096°E